# Lista siturilor arheologice din județul Constanța - E
Lista siturilor arheologice din județul Constanța - E conține toate siturile arheologice din județul Constanța înscrise în Repertoriul Arheologic Național (RAN) și aflate în localități al căror nume începe cu litera E. RAN este administrat de Ministerul Culturii și Patrimoniului Național și cuprinde date științifice, cartografice, topografice, imagini și planuri, precum și orice alte informații privitoare la zonele cu potențial arheologic, studiate sau nu, încă existente sau dispărute.
Puteți căuta un sit din localitățile care încep cu litera E folosind formularul de mai jos sau puteți naviga prin toate siturile din județ la Lista siturilor arheologice din județul Constanța.
| Cod RAN                                  | Denumire                                                                                       | Localitate                  | Adresă | Datare                            | Descoperit | Coordonate                                    | Imagine           | Erori            |
| ---------------------------------------- | ---------------------------------------------------------------------------------------------- | --------------------------- | ------ | --------------------------------- | ---------- | --------------------------------------------- | ----------------- | ---------------- |
| 60464.01 (Cod LMI: CT-I-s-B-02656)       | Situl arheologic de la Eforie Sud (Categorie: locuire civilă) (Tip: așezare)                   | oraș Eforie Sud             |        | sec. II - IV, sec. IV - I a. Chr. |            |                                               | Încărcați imagine | Raportați eroare |
| 60464.01.01 (Cod LMI: CT-I-m-B-02656.02) | Situl arheologic de la Eforie Sud / ansamblu anonim (Categorie: locuire civilă) (Tip: Locuire) | oraș Eforie Sud             |        | sec. IV - I a. Chr.               |            |                                               | Încărcați imagine | Raportați eroare |
| 60464.01.02 (Cod LMI: CT-I-m-B-02656.01) | Situl arheologic de la Eforie Sud / ansamblu anonim (Categorie: locuire civilă) (Tip: Locuire) | oraș Eforie Sud             |        | sec. II - IV                      |            |                                               | Încărcați imagine | Raportați eroare |
| 62574.01.01                              | Situl arheologic de la Esechioi- Cișmea / ansamblu anonim (Categorie: locuire) (Tip: Așezare)  | sat Esechioi, comuna Ostrov | Cișmea | Gumelnița                         |            | 44°02′03″N 27°25′10″E / 44.03417°N 27.41945°E | Încărcați imagine | Raportați eroare |
| 62574.01.02                              | Situl arheologic de la Esechioi- Cișmea / ansamblu anonim (Categorie: locuire) (Tip: Așezare)  | sat Esechioi, comuna Ostrov | Cișmea |                                   |            | 44°02′03″N 27°25′10″E / 44.03417°N 27.41945°E | Încărcați imagine | Raportați eroare |